# Zodarion pusio
Zodarion pusio là một loài nhện trong họ Zodariidae.
Loài này thuộc chi Zodarion. Zodarion pusio được Eugène Simon miêu tả năm 1914.